# Pflunspitzen
Die Pflunspitzen bilden mit einer Höhe von 2912 m ü. A. das höchste Bergmassiv im Westteil der Verwallgruppe in Österreich. Sie liegen dem Kaltenberg benachbart; der nächstgelegene Talort ist Klösterle am Arlberg im Norden der Spitzen. 
Die Landesgrenze zwischen Tirol und Vorarlberg ist (etwa von Nord nach Süd laufend) über die Pflunspitzen (und weiter über den Grat zum Kaltenberg) gezogen. Die Gemeindegrenzen von Klösterle, Silbertal und St. Anton am Arlberg treffen auf der Südlichen Pflunspitze aufeinander.
Der Gipfelaufbau gliedert sich in die Südliche Pflunspitze (2869 m), den Südgipfel, den Vorgipfel, den Hauptgipfel (2912 m) und den Nordgipfel. Von der Neuen Reutlinger Hütte und der Konstanzer Hütte führen mehrere Routen auf die Gipfel. Die leichteste Route – Schwierigkeitsgrad I – führt von der Reutlinger Hütte über die Südscharte auf den Südgipfel. Andere Routen bewegen sich zwischen dem III. und V. Schwierigkeitsgrad und werden meist als schöne Felskletterei beschrieben, ebenso der Übergang vom Nordgipfel zum Kaltenberg (III). Die „Via Katrin“ (III bis VI) führt durch die Westwand auf den Hauptgipfel.

## Aussicht
Die Pflunspitzen bieten dank ihrer Höhe eine weite Aussicht. Im Sektor Südwest über Nordwest bis Nordost ist (mit Ausnahme der Schesaplana) kein Berg im Umkreis von zig Kilometern höher als die Pflunspitzen. So reicht der Blick bei guter Sicht bis zum 206 km entferntem Dom, zu den Berner Alpen (Nesthorn, Aletschhorn), und zum Feldberg. Nach Osten versperren die 3000er des Tiroler Teils des Verwalls teilweise die Sicht, dennoch erlauben sie Durchblicke zu den Ötztaler  Alpen. Im Südosten erhebt sich markant das weiße, mächtige Massiv des Ortlers und seiner Trabanten. Die Silvretta versperrt etwas die Sicht nach Süden, dennoch erlaubt sie Durchblicke bis zum Alpenhauptkamm (z. B. zur Berninagruppe). Nach Südwesten ist der Blick wieder frei und reicht bspw. bis zum Pizzo Tambo auf der schweizerisch-italienischen Grenze, oder zum über 100 km entferntem Rheinwaldhorn.

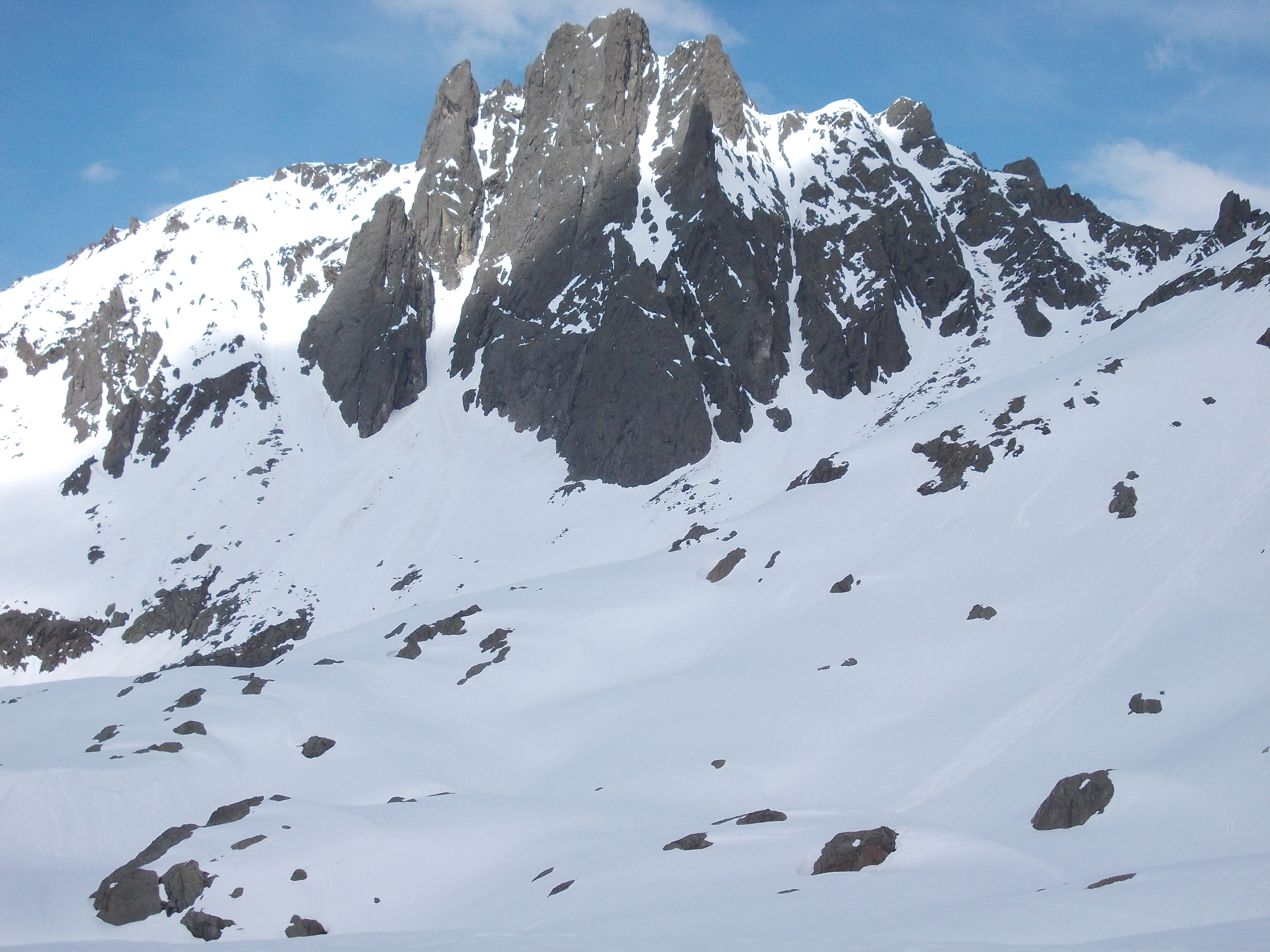
Blick von der Neuen Reutlinger Hütte auf die Westwände der Pflunspitzen